# ボローニャサンドイッチ

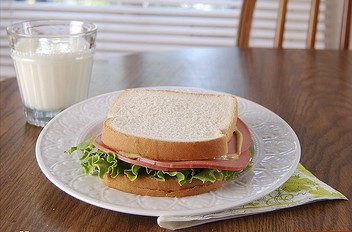
レタスとマヨネーズを加えたボローニャサンドイッチの例

ボローニャサンドイッチ（英語: Bologna sandwich）はアメリカ合衆国、カナダでよく食べられているサンドイッチ。
子どもがランチとして学校に持って行くサンドイッチとしてはピーナッツバターとジェリーのサンドイッチと人気を二分する。
スライスしたボローニャソーセージを白パンにはさめばできあがりである。ボローニャソーセージのスライスを油で揚げてからはさむこともある。

## 逸話
アメリカ海軍の潜水調査艇アルビン号は1968年に調査船と潜水艇つなぐケーブルが切れて、潜水艇は水深1500mを超える海底へ沈んだ。乗組員は安全に脱出し、1年近く経ってアルビン号が引き揚げられたが、乗組員が昼食として持ち込んでいたのがプラスチック容器に収めたボローニャサンドイッチとリンゴであり、腐敗せずに回収された。